# Claire Richard (actrice québécoise)
Pour les articles homonymes, voir Claire Richard et Richard.
Claire Richard, de son vrai nom Claire Gaudreault, est née le 23 mars 1928 à Saint-Prime et  est décédée le 4 juin 2016 à Montréal. Originaire du Lac-Saint-Jean, elle a vécu à Québec avant de s’installer à Montréal où elle a exercé les métiers de chanteuse, de comédienne, d'actrice et de scénariste. Elle fut la compagne, l'agente et la porte-parole de Réjean Ducharme à partir de 1966 et jusqu'à son décès.

## Biographie
Claire Richard est la fille de Joseph-Édouard Gaudreault et de Jeanne Richard. Joseph Gaudreault est né aux Éboulements dans le comté de Charlevoix; à la mort de sa mère, il rejoint son frère, Amédée Gaudreault, curé aux Grandes-Bergeronnes qui lui offre du travail. Il épouse  Jeanne Richard de Kamouraska le 21 janvier 1921, et le couple s'établit à Saint-Prime où le frère curé a été affecté. Un an après l'incendie majeur de la partie nord-ouest du village de Saint-Prime en mai 1941, la famille déménage sur la rue Des Remparts dans le Vieux-Québec.
Formation
À Québec, Claire Richard est pensionnaire au Collège des Ursulines pendant trois années (septembre 1942 - novembre 1945) où elle suit un cours commercial. L’enseignement de la musique fait cependant partie de la formation régulière des pensionnaires qui montaient des pièces de théâtre et des spectacles de chant.  Mais il y a toujours eu un piano dans la maison familiale : sa mère était organiste à la paroisse de Saint-Prime et son père jouait du violon. 
Chanteuse et comédienne
Après ses études, Claire trouve un emploi dans les bureaux de la Dominion Corset à Québec où elle travaille pendant deux années. Elle nourrit le désir de chanter à l’opéra. Elle étudie le chant avec Édouard Woolley, fondateur du Studio d’art lyrique et de l’Opéra national du Québec. Celui-ci, bien que demeurant à Montréal, offre des leçons privées ainsi qu’un cours collectif gratuit une fois par semaine à cinquante-huit jeunes de Québec. Claire a commencé à chanter au café Chez Gérard  (12 au 21 novembre 1951) et À la Porte St-Jean (17 au 22 décembre 1951). À l’été 1953, Jacques Normand, chanteur, directeur artistique et animateur du Saint-Germain-des-Prés, l’entend et lui propose de venir travailler avec lui à Montréal.   Dès l’automne 1953, on la retrouve à Montréal dans les productions musicales du théâtre Radio-Cité (1953-1956) de Jean Grimaldi. C’est l’époque des cabarets et la formation s’acquiert sur les planches. Son professeur est Olivier Guimond et elle donne la réplique à Paul Berval, Gilles Pellerin, Denis Douin et Manda Parent. Un jour, Manda Parent étant malade, Jean Grimaldi lui demande de la replacer : « Ensuite, dira-t-elle, tout s’est enchaîné». En plus de jouer dans les cabarets, elle fait partie de la troupe de tournées de Jean-Paul Kinsley, qui sillonne le Québec, et elle joue au Théâtre du Nouveau Monde (auparavant la Comédie canadienne) à la fin des années '50. 
Comme beaucoup d’artistes québécois de cette époque, dont son amie Pauline Julien, elle tente sa chance à Paris où elle séjourne une année (1961-62) et obtient de petits rôles au cinéma.
Actrice
De retour au Québec, elle délaisse le chant et poursuit sa carrière à la télévision (La Pension Velder, Filles d’Ève, De 9 à 5, Mont-Joye), à la radio dans les émissions qui mettent en valeur les auteurs québécois (Nouveautés dramatiques, La Feuillaison) et au théâtre (Victor ou les enfants du pouvoir).
En 1966, elle rencontre l’écrivain Réjean Ducharme (1941-2017) et devient sa compagne, son agente et sa porte-parole. « C’est par Claire Richard que les demandes de toutes sortes étaient transmises à l’écrivain qui, à travers elle, avait un visage et une voix ».  
Scénariste
Au début des années ’70, elle écrit des contes radiophoniques pour enfants et quelques épisodes pour la série de radiothéâtre La Feuillaison. En 1978,  elle crée une série dramatique pour la télévision : Un jour, ils eurent l’idée de s’acheter une maison à la campagne.
Le documentaire-fiction Madame La Bolduc (1992) de la réalisatrice Isabelle Turcotte, interprété par Jacqueline Barrette, est une idée originale de Claire Richard à partir de ses recherches. 
Pendant sept ans, Claire fait du bénévolat à la Maison Benedict-Labre et à l’Accueil Bonneau. De cette expérience est né, quelques années plus tard,  le scénario de Joyeux Calvaire (1996) réalisé par Denys Arcand, pour lequel elle a reçu le prix Gémeaux pour le meilleur scénario, en 1997. 
De 2005 jusqu’à son décès, elle prend l’habitude de se rendre tous les jours au Marché Atwater. Elle établit ses quartiers à la boulangerie où elle retrouve ses amis. Sa propension à parler aux gens, son sourire, sa verve et ses yeux pétillants sont appréciés de tous. Elle quitte le Marché le 3 juin 2016 au cours de l'après-midi et décède subitement le matin du 4 juin.[style à revoir]
Les archives de Claire Richard sont déposées à Bibliothèque et Archives Canada.

## Carrière
CabaretsÀ la porte St-Jean (1951), Chez Gérard (1951), Théâtre Radio-Cité (années '50), Barbe-bleue d'Offenbach avec la Comédie canadienne (1959), Casa Loma (1962), Le Baril d'huîtres (1965)
Cinéma
- 1974 : Les Ordres, de Michel Brault, rôle : Madame Vézina

Radio
- 1954      : La Boîte à chansons, Radio-Canada
- 1954      : Tour de chant, Radio-Canada
- 1956-1960 : Nouveautés Dramatiques, Radio-Canada. Épisodes : Les jeux dangereux (1956); Montréal la nuit (1957); Le Tricorne (1959); Un héros d’hier (1960)
- 1963-1972 : Sur toutes les scènes du monde, Radio-Canada. Épisodes : Ninochka (1963); Mademoiselle (1965); Les joies de la famille (1965); La tête des autres (1969);  Partie 1 et 2, Autour de Mortin (1972)
- 1967-1969	: Marie Tellier, avocate (Radio-Canada). Épisodes :  La vieille équipe (1967), Une excellente  organisation (1969), Le secret de la Mary Joe (1968).
- 1969		: Les Grands Procès (Radio-Canada). Épisodes : Le procès de madame Caillaux, L’Affaire Weidmann, Une excellente organisation
- 1968-1969 : Studio d'essai Radio-Canada : Épisodes : Le coureur de marathon, Requiescat in congelatione
- 1977      :  Théâtre actuel, Radio-Canada. Épisodes : La diphtongue fatale, Junon et le paon

Scénariste
- 1970 : Contes radiophoniques pour enfants : Ikala et Poko sont assis au pied du baobab, Radio-Canada [12]
- 1975-1976 : Radiothéâtre La Feuillaison : Un après-midi en ville(1976), Allo, c'est moi, Pierrette(1975), Radio-Canada [13]
- 1976 : Télévision : série Scénario : Un jour, ils eurent l'idée de s'acheter une maison à la campagne, 4 épisodes, Radio-Canada
- 1980 à la radio : Conte français, Radio-Canada
- 1996 : Cinéma : Joyeux Calvaire de Denys Arcand

Télévision
- 1957 : La Pension Velder, rôle : Huguette Latour
- 1959 : César, rôle : inconnu.
- 1960 : Filles d'Ève, rôle : Claude Bérubé
- 1960 : Le Grand duc, rôle : inconnu
- 1961 : Sous le signe du lion, rôle : Carmelle
- 1961 : Histoires extraordinaires : L'Ange du bizarre, rôle : inconnu
- 1963 : De 9 à 5, rôle : Sophie
- 1965 : Cré Basile, rôle : Tante Clara
- 1968 : Moi et l'Autre : 3e saison, 3e épisode : La demande en mariage
- 1970 : Mont-Joye, rôle : Hélène Joyal
- 1976 : Grand-Papa, rôle : secrétaire
- 1982 : Une vie…, rôle : Sœur Louise
- 1982 : La Bonne Aventure, rôle : Rita Poliquin
- 1985 : L'Or du temps, rôle : Madeleine Pincourt

Théâtre
- 1955 : L'enfant du péché, de Émile Aubry, troupe de tournées de Jean-Paul Kinsley, mise en scène de Paul Guévremont, Théâtre populaire canadien, rôle : La mère.
- 1958 : Venise sauvée des eaux, de Morvan Lebesque d'après Thomas Otway, mise en scène : Jean Gascon, Théâtre du Nouveau Monde, rôle : Serena.
- 1958 : Clérambard, de Marcel Aymé, mise en scène : Jean Gascon, Théâtre du Nouveau Monde, rôle : Étiennette Galuchon.
- 1959 : Le Baladin du monde occidental, de J.M. Synge, mise en scène : Jean Gascon, Théâtre du Nouveau Monde, rôle : Sarah Tansey.
- 1965 : Victor ou les enfants au pouvoir[15], de Roger Vitrac, mise en scène : Yvan Canuel, L'Égrégore, rôle : bonne

## Récompenses
- 1997 : Prix Gémeaux du meilleur texte pour Joyeux Calvaire